# МФК Кошице
МФК Кошице (на словашки: MFK Košice) е словашки футболен отбор от град Кошице, Кошицки край, Словакия. Клубът е основан през 1952. Печелил е Словашката суперлига 2 пъти, купата на Словакия 4 пъти и веднъж купата на Чехословакия. Най-успешната ера на отбора е през 70-те и 90-те години на XX век. Има двама представители от шампионския отбор на Чехословакия на Евро '76 – Душан Галис и Ярослав Пола̀к.

## Отличия
- Словашка суперлига
  - Шампион (2): 1996-97, 1997-98 / Втори (3): 1994–95, 1995–96, 1999–00
- Купа на Словакия
  - Носител (4): 1972–73, 1979–80, 1992–93, 2008–09 / Финалист (2): 1997–98, 1999–00
- Суперкупа на Словакия
  - Носител (1): 1997 / Финалист (2): 1998, 2009
- Словашка втора дивизия
  - Шампион (1): 2005-06
- Чехословашка първа лига
  - Втори (1): 1970-71
- Купа на Чехословакия
  - Носител (1): 1992-93 / Финалист (3): 1963–64, 1972–73, 1979–80

## Стари имена
- 1952 – TJ Spartak VSS
- 1956 – TJ Spartak
- 1957 – TJ Jednota
- 1962 – TJ VSS
- 1979 – ZŤS
- 1990 – ŠK Unimex Jednota VSS
- 1992 – 1. FC
- 2005 – MFK

Бележка: През сезон 2004-05 отборът участва като „Стийл Транс Личартовце“.